# Barnes & Noble
Barnes & Noble Booksellers – amerykańska sieć księgarni. Posiada największą liczbę punktów sprzedaży detalicznej w USA. W dniu 7 lipca 2020 firma prowadziła 614 sklepów w 50 stanach. Historia firmy sięga 1886 roku.